# 無知
無知（むち）は、知識のないこと。または知恵のないこと。

## 一般論
人間はほとんど無知の状態で生まれ、親による躾や学校における勉学、他者との交流などの体験と学習により次第に知識や教養を得て一人前になると考えられる。したがって、現代社会においては無知はよくないことや未熟なことと考えられ、「無知である」という指摘は非難の意味を含む。

## 無知と純粋さ
旧約聖書の創世記においてエデンの園を追われる以前のアダムとイヴがそうであった様に、無知は必ずしも悪徳とはされない。無知とはある意味では純粋さの象徴であり、蛇の言葉に従って知恵の実を口にしたアダムとイヴは神の言い付けに背くとともに楽園の住人の資格である純粋さを失ったのである。ギリシア神話でプロメーテウスが人間に火を与えたためにその身を苛まれることとなったのは、一方から見れば無知が美徳ですらあるためである。
近代においてもヨーロッパと非ヨーロッパの接触が生まれたころの「高貴な野蛮人」といったモチーフにこの考え方を見ることができる。植民地化が本格化する以前、ヨーロッパの知識人たちは自分たちの「文明」を非ヨーロッパの「野蛮」と対比させ、そこに自分たちが失ってしまったある種の純粋さを見いだしていた。
また、無知であることは先入観や偏見から自由であることをも意味する。子供は大人に比べて無知であるから、そのようなものに縛られなくてすむ。たとえば「裸の王様」が裸であることは誰の目にも明らかだったが、予備知識を与えられていた大人にはそれが言えず、子供の発言を待たねばならなかった。
科学の分野でも、古い学説を知っているとそれに縛られて目の前の現象をも見落とす例がある。ファーブルは『昆虫記』でそのような例にいくつもふれている。その一方でカイコの病気を研究にきて、基礎知識を彼のところに求めてやってきたルイ・パスツールについて、あまりの無知に驚くとともに、そうであるからこそ新しい挑戦ができるのだと褒めたたえている。

## 無知の自覚と知ある無知
他人の無知を指摘することは簡単であるが、言うまでもなく人間は世界のすべてを知ることはできない。ギリシアの哲学者ソクラテスは当時、知恵者と評判の人物との対話を通して、自分の知識が完全ではないことに気がついている、言い換えれば無知であることを自覚している点において、知恵者と自認する相手よりわずかに優れていると考えた。また知らないことを知っていると考えるよりも、知らないことは知らないと考えるほうが優れている、とも考えた。なお、日本では「無知の知」と言われる事もあるが、ソクラテスは「無知の知」を主張していない。
なお、論語にも「知るを知るとなし、知らざるを知らずとなす、これ知るなり」という類似した言及がある。しかしこれらは「無知が良い」という意味ではなく、「無知であることを自覚することで、新たな学びを行うことを促進し、その結果無知を克服し成長する」ことを意味する。ただし、論語は伝統的に複数の解釈がある（論語の注釈）。
15世紀のニコラウス・クザーヌスは「知ある無知」（ラテン語: docta ignorantia,「無知の知」とは訳し難い)を説いた。

## 無知の罪
一方で、無知を罪とする考えも一般に存在する。たとえば、社会的な文化やアイデンティティーの異なる集団同士がなんらかの接触や対話をする場合、互いのルールやマナーの違いを尊重するべきであるとすれば、国内外の法律を知識として理解しない結果として、無知の知識に対しての責任やモラルを問われるかもしれない。従って、可能な限り相手に対する知識を得るのは必要にして当然の処置とする考え方である。たとえば生麦事件のようなことすら起こりかねず、その場合に「知らなかった」では通用しないことはままある。